# Bhojpur (dystrykt w Nepalu)

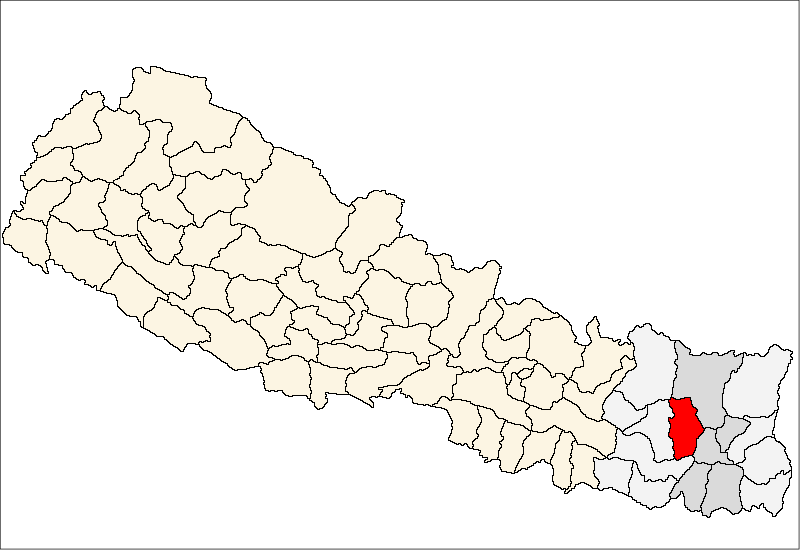
Dystrykt Bhojpur

Dystrykt Bhojpur (nep. भोजपुर) – jeden z siedemdziesięciu pięciu dystryktów Nepalu. Leży w strefie Kośi. Dystrykt ten zajmuje powierzchnię 1507 km², w 2011 r. zamieszkiwało go 182 459 ludzi. Stolicą jest Bhojpur.